# Herbert Huncke
Herbert Edwin Huncke (9 de enero de 1915 - 8 de agosto de 1996) fue un escritor y poeta estadounidense, quien participó activamente en una serie de movimientos culturales, sociales y estéticos emergentes del siglo XX en Estados Unidos. Fue miembro de la Generación beat y tiene fama de haber acuñado el término.

## Obra
- Guilty of Everything: The Autobiography of Herbert Huncke (New York: Paragon House Publishers, 1990), Edited by Don Kennison, foreword by William S. Burroughs. ISBN 1-55778-044-7.
- Guilty of Everything (excerpt) Edited by Raymond Foye. (New York & Madras: Hanuman Books, 1987), ISBN 0-937815-08-X
- The Evening Sun Turned Crimson (Cherry Valley, NY: Cherry Valley Editions, 1980), ISBN 0-916156-43-5.
- Huncke's Journal (Poets Press, 1965). Out of Print. Edited by Diane Di Prima, foreword by Allen Ginsberg.
- The Herbert Huncke Reader edited by Ben Schafer (New York: Morrow, 1997), ISBN 0-688-15266-X. (Includes the complete texts of The Evening Sun Turned Crimson and Huncke's Journal).
- Again–The Hospital (White Fields Press, Louisville, 1995). 1/50 copies. (Broadside; single sheet, measuring 12 by 22 inches, illustrated with a photograph of Huncke.)
- Herbert E. Huncke 1915-1996 (New York: Jerry Poynton 1996). (Limited edition of 100 copies of the program for the Herbert Huncke memorial at Friends Meetinghouse, New York City. Includes original texts.)
- From Dream to Dream (Dig It! 567912-2, Music & Words, Netherlands, 1994, CD)
- Herbert Huncke - Guilty of Everything. Double-CD of Huncke's 1987 live reading at Ins & Outs Press, Ámsterdam, the Netherlands. Co-production released by Unrequited Records, San Francisco (2012).